# Dinar
Dinar eller denar används eller har använts som valuta i flera arabländer eller länder som tillhörde det Osmanska riket.
Denaren har sitt ursprung i det romerska silvermyntet denarius. De germanska silvermynten förhöll sig ganska fritt till den romerska dinaren.
Östromerska rikets inflationsmynt av vitkokad koppar i valören denar fick en betydande användning som räknemynt under namnet drakma.
Ett nytt denarmynt uppstod i karolingerriket och utvecklade sig med Karl den stores myntlagstiftning som bas till den i hela Europa fram emot 1300 helt dominerande myntenheten. Karl den store indelade pundet i 240 denarer för myntning i 20 solidi. Från 1000-talet räknade man vanligen 240 denarer som en mark. En ny och lägre viktenhet - Kölnermarken à 160 denarer - var ett viktigt undantag. Denarens värde fortsatte undan för undan att minska. På flera håll sjönk den till ett värde av 0,5-0,6 gram finsilver. Ursprungligen av rent silver försämrades även från 1200-talet denarens halt. Från omkring 1150 präglades denarer på flera håll ensidigt som brakteater. Sedan nya mynt som gros tournois, groschen, schilling, vitten dykt upp, blev denaren delar av dessa. Ytterligare försämring gjorde snart denaren till ett kopparmynt.
Under namnet Denaro eller Danaro levde denaren in på 1800-talet kvar i Nord- och Mellan-Italien som det minsta myntet, 20 denaro = 1 soldo. I Toskana var denaro även ett längdmått om 2,43 mm. och fungerade efter metersystemets införande som en lokal benämning på centimetern. Denaro har också använts som ett silverhaltsmått, motsvarande 0,8333 % silver, samt en måttenhet för vikt av silkesgarn, 0,053 gram i Paris och 0,051 gram i Milano och Wien.
I Frankrike levde myntet kvar under namnet denier. Vid sidan av den ursprungliga dominerande denier parisis utbredde sig under 1200-talet den lättare denar tournois, med värdet 4/5 mot det gamla myntet. Sedan denierens betydelse efter turnosens införande minskats, upphörde präglingen av denier parisis på 1400-talet och av denier tournois, som slutligen blev ett kopparmynt, 1649.
I Spanien och Portugal fick myntet namnet dinero eller dinhero. Den upphörde att präglas omkring 1375, men kvarstod fram till 1800-talet som räknemynt. I Peru fick det minsta silvermynten 1857 namnet dinero.

## Aktuella valutor
Idag används dinar som valuta i följande länder:
- Algeriet - algerisk dinar
- Bahrain - bahrainsk dinar
- Irak - irakisk dinar
- Iran - iransk rial (1 rial = 100 dinar)
- Jordanien - jordansk dinar
- Kuwait - kuwaitisk dinar
- Libyen - libysk dinar
- Nordmakedonien - makedonisk denar
- Serbien - serbisk dinar
- Sudan - sudanesisk dinar
- Tunisien - tunisisk dinar

## Historiska valutor
Dinar användes tidigare även i följande länder:
- Jugoslavien - jugoslavisk dinar
- Bosnien och Hercegovina - bosnisk och hercegovinsk dinar
- Kroatien - kroatisk dinar
- Republika Srpska - srpska dinar
- Republika Srpska Krajina - srpska krajina dinar
- Abu Dhabi - abudhabisk dinar
- Sydjemen- sydjemenitisk dinar
- Förenade Sydarabien - förenade sydarabisk dinar